# Поволжский фронт
Поволжский фронт - оперативное объединение русских и чехословацких войск в составе Народной армии Комитета членов Всероссийского учредительного собрания (Комуч) (август - октябрь 1918 года).
Образован 15 августа 1918 г. Разделялся на Казанскую, Симбирскую (обе под командованием В. О. Каппеля), Сызранскую, Хвалынскую, Николаевскую, Уральского войска, Оренбургского войска и Уфимскую войсковые группы. Командующий — полк. С. Чечек (с 20 августа 1918). 
Упразднён 12 октября 1918 г. с образованием Западного фронта белых войск. 